# Dương Công Minh
Dương Công Minh (sinh năm 1960 tại Quế Võ, Bắc Ninh) là doanh nhân, chủ tịch Hội đồng quản trị Ngân hàng Sacombank.
Dương Công Minh là chủ tịch CTCP Him Lam (HIMLAM) từ năm 1997